# Francesco Benucci
Francesco Benucci (Livorno, 1745 – Firenze, 1824) è stato un basso italiano.

## Biografia
Famoso basso comico, tra il 1769 e il 1782 cantò a Pistoia, Venezia, Roma, Milano, poi a Madrid, e successivamente si trasferì a Vienna, dove, apprezzatissimo da Mozart, ebbe una grande fortuna.
Infatti il suo nome è legato alla prima rappresentazione de Le nozze di Figaro in cui ricoprì i panni del protagonista nel 1786 (la prima esecuzione 1º maggio 1786 al Burgtheater) che canta la famosa aria Non più andrai ed all'altro capolavoro di Mozart, il Così fan tutte, in cui nella prima rappresentazione ricoprì il ruolo di Guglielmo nel 1790.
Nel frattempo era stato primo basso presso il King's Theatre di Londra, dove però non riscosse molto successo.
Rientrò poi nella capitale austriaca per interpretare Leporello nel Don Giovanni di Mozart nel 1788, in una versione perfezionata dal compositore (con l'aggiunta del duetto tra Zerlina e Leporello e l'aria del tenore Dalla sua pace), e una serie di prime rappresentazioni e repliche del collega di Mozart, l'italiano Antonio Salieri.
Nel 1795 fece ritorno in patria, per cantare nuovamente al Teatro alla Scala di Milano.
Aveva voce morbida e sonora, nonché un'importante presenza scenica.

## Ruoli creati
- Canziano ne Lo sposo disperato di Anfossi (Autunno 1777, Venezia)
- Il Conte Zeffiro ne La vendemmia di Gazzaniga (Estate 1778, Genova)
- Monsignor Naimur ne L'americana in Olanda di Anfossi (Autunno 1778, Venezia)
- Serse ne Gli eroi de' Campi Elisi di Traetta (completata da Astarita) (Carnevale 1779, Venezia)
- Gasperone ne Il francese bizzarro di Astarita (Primavera 1779, Milano)
- Il baron Cricca ne Il pittore parigino di Cimarosa (4 gennaio 1781, Roma)
- Il Conte Vislingh ne I matrimoni per sorpresa di Curcio (Carnevale 1781, Roma)
- Il Marchese di Fiume Secco ne L'amor costante di Cimarosa (Carnevale 1782, Roma)
- Tito in Fra i due litiganti il terzo gode di Sarti (14 settembre 1782, Milano)
- Don Tolipano ne I matrimoni impensati di Cimarosa (Carnevale 1784, Roma)
- Taddeo ne Il re Teodoro in Venezia di Paisiello (Estate 1784, Vienna)
- Trofonio ne La grotta di Trofonio di Salieri (12 ottobre 1785, Vienna)
- Ferramondo ne Il burbero di buon cuore di Martín y Soler (4 gennaio 1786, Vienna)
- Il poeta in Prima la musica e poi le parole di Salieri (7 febbraio 1786, Vienna)
- Figaro ne Le nozze di Figaro di Mozart (1º maggio 1786, Vienna)
- Tita in Una cosa rara di Martín y Soler (17 novembre 1786, Vienna)
- Il ruolo del tito in Axur, Re d'Ormus di Salieri (8 gennaio 1788, Vienna)
- Rusticone ne La cifra di Salieri (11 dicembre 1789, Vienna)
- Guglielmo in Così fan tutte di Mozart (26 gennaio 1790, Vienna)
- Il Conte Robinson ne Il matrimonio segreto di Cimarosa (7 febbraio 1792, Vienna)
- Don Grufo Papera ne I nemici generosi di Cimarosa (26 dicembre 1795, Roma)